# Огнен трус
„Огнен трус“ (на английски: Firequake) е игрален филм от 2014 г., копродукция на Канада, България и САЩ, на режисьора Джеф П. Браун.

## Сюжет
Хелиос е алтернативен източник на енергия, силен почти колкото Слънцето. Но когато избухливият материал изтича под земната повърхност, предизвиква земетресения, способни да разрушат градове. Създателката на технологията, доктор Ив Картър, трябва да спаси страната, преди да бъде разрушена, и едновременно с това да възстанови отношенията си с дъщеря си, която не я възприема като своя майка.

## Актьорски състав
| Актьор             | Роля                |
| ------------------ | ------------------- |
| Александра Пол     | д-р Ийв Картър      |
| Зоуи Баркър        | Ники Картър         |
| Найджъл Барбър     | Деклън Глас         |
| Джеймс Уебър Браун | Килиан              |
| Кикър Робинсън     | Купър               |
| Кърсти Митчъл      | Слейтър Копила      |
| Люк Казънс         | Голдман             |
| Дерек Морз         | капитан Хил         |
| Тери Рандъл        | Хенрих              |
| Мариана Станишева  | Оливия              |
| Ейми Динкъфф       | домакин             |
| Гергана Стоянова   | Марта               |
| Валентин Ганев     | Зелени              |
| Христо Балабанов   | оператор на язовира |
| Йонас Токингтън    | репортер            |